# 李雷雷
 李 雷雷 （り らいらい、リー・レイレイ、Li Leilei、1977年6月30日 - ）は、中国の北京市出身の元サッカー選手。ポジションはゴールキーパー（GK）。彼の父である李松海は北京国安でGKコーチを務めていた。現在北朝鮮代表のゴールキーパーのコーチをしている。

## 所属クラブ
- 八一足球隊 1999-2003
- 深圳健力宝 2004-2005
- 山東魯能 2006-2012